# Sekularizam
Sekularizam ili svetovnost (ponekad ovosvetovnost i laicizam) je načelo odvajanja religije i države, odnosno religijskih zajednica od javnih institucija. Zalaže se za umanjenje uticaja religije na državu ili puno odvajanje religije i države, kako bi država bila religijski neutralna i tako omogućila ravnopravnost svih veroispovesti koje postoje u jednoj zemlji.
Termin "sekularizam" je skovao 1846. godine engleski filozof Džordž Džejkob Holiok. On se protivio uspostavljanju državne religije ili favoriziranju jedne naspram drugih religija.
U jednom smislu, sekularizam može da potvrdi pravo na slobodu od religijskih pravila i učenja, kao i pravo na slobodu od državnih nametanja religije državljanima i državi koja se deklariše kao religijski neutralna. U drugom smislu, to se odnosi na stav da ljudske aktivnosti i odluke, posebno političke, treba da budu zasnovane pre svega na dokazima o činjenicama koje su nepristrasne i odvojene od religijskog učenja.
Sekularizam povlači svoje intelektualne korene od grčkih i rimskih filozofa kao što su Epikur i Marko Aurelije; od prosvetiteljstva mislioci kao što su Džon Lok, Deni Didro, Volter, Baruh Spinoza, Džejms Medison, Tomas Džeferson i Tomas Pejn; i od novijih slobodnih mislilaca i ateista kao što su Robert G. Ingersol, Bertrand Rasel i Kristofer Hičens. Pomera fokus sa religije na druge "temporalne" i savremene stvari sa naglaskom na prirodu, razum, nauku i razvoj.
Namene i argumenti u podršci sekularizmu variraju. Zajedno, rani prvobitni sekularisti (Džeferson i Medison) i prvobitni evangelisti (Backus, Leland i drugi) čine uzrok u borbi za nepostojanje religije ali iz potpuno različitih razloga. U evropskom laicizmu, tvrdi se da je sekularizam pokret prema modernizaciji i udaljavanju od tradicionalnih religijskih vrednosti. Ova vrsta sekularizma, na društvenom ili filozofskom nivou, razvijala se uz održavanje crkve ili druge državne podrške religiji. U Sjedinjenim Državama, neki tvrde da je državni sekularizam služio u većoj meri da zaštiti veru i versku pripadnost od vladinog mešanja, dok je sekularizam na društvenom nivou manje prevladavajući. Ali, tek u Prvom svetskom ratu, sekularizam antireligijskog tipa uskoro će nestati iz američkog glavnog interesovanja, zamenjen novim složenim idejama koje su se fokusirale na sekularizaciju države, a ne na sekularno društvo.

## Pregled
Džordž Džejkob Holiok je 1851. godine skovao izraz "sekularizam"
Alberico Gentili (1552—1608) je prvi razdvojio sekularizam iz kanonskog zakona i rimokatoličke teologije.
Termin "sekularizam" prvi put je koristio književnik Džordž Džejkob Holiok 1851. godine. Iako je termin bio nov, opšti pojmovi na kojoj je zasnovan postojali su tokom čitave istorije.
Džordž Džejkob Holiok je izumeo pojam sekularizma kako bi opisao svoje stavove o promovisanju društvenog poretka odvojenog od religije, bez aktivnog odbacivanja ili kritikovanja verskih učenja. Sam agnostik, Holiok je tvrdio da "sekularizam nije argument protiv hrišćanstva, on je nezavisan od toga, ne dovodi u pitanje pretenzije hrišćanstva. Sekularno znanje očigledno je takvo znanje koje se zasniva u ovom životu, a koje se odnosi na ponašanje ovog života, na dobrobit ovog života i može biti testirano iskustvom ovog života.
U Institutu za proučavanje sekularizma u društvu i kulturi razdvajaju savremeni sekularizam na dve vrste: tvrd i mekan sekularizam. Prema njima, "tvrdi sekularizam smatra religiozne propozicije epistemološki nelegitimnim, bez opravdanja niti osnove". Međutim, po mišljenju mekog sekularizma, "postizanje apsolutne istine je nemoguće i stoga bi skepticizam i tolerancija trebalo da budu princip i preovlađujuće vrednosti u raspravi o nauci i religiji."

## Istorija
Odstupanje od religijski vere i početak poverenja u razum i nauku označava početak sekularizacije obrazovanja i društva u istoriji. Prema Domenicu Marbaniangu, sekularizam se pojavio na zapadu uspostavljanjem razuma ispred vere, pošto je ljudski razum postepeno oslobođen od neospornog podređivanja vladavini religije i sujeverja. 
Harvey Cox objašnjava kako je prosvetiteljstvo pozdravilo prirodu kao "duboku stvarnost" koja je prevazišla korumpirane ljudske institucije, koje je stvorio čovek. Shodno tome, prava čoveka nisu se smatrala darom božanstva, već defakto dobrobitima prirode koje otkriva razum.

## Državni sekularizam
U političkom smislu, sekularizam je pokret koji razdvaja religiju i vladu, a često se naziva odvajanje crkve i države. Ovo može da se odnosi na smanjenje veza između vlade i religije, zamenjujući zakone zasnovane na religijskim spisima (kao što su Halaha, Dominionizam i Šerijat) sa građanskim zakonima, i sprečavanjem diskriminacije na osnovu veroispovesti. Što doprinosi povećanju zaštite prava verskih manjina.
Učenjaci, kao što je Žak Berlinerblau iz Programa za jevrejsku civilizaciju Škole spoljnih poslova na Džordžtaunskom univerzitetu, tvrde da razdvajanje religije i države predstavlja samo jednu moguću strategiju koju treba da sprovedu sekularne vlade. Ono što sve sekularne vlade dele, od demokratskih do autoritarnih, jeste zabrinutost vezana za odnos između religije i države. Svaka sekularna vlada poseduje svoje jedinstvene propise radi suočavanja sa ovom problematikom (odvajanje je jedna od onih mogućih politika; francuski modeli, u kojima država pažljivo nadgleda i reguliše religiju je druga).
Radžit Sing prve polovine 19. veka uspešno je uspostavio sekularno pravilo u Pandžabu. Ovo sekularno pravilo poštovalo je pripadnike svih rasa i religija i omogućilo im da učestvuju bez diskriminacije u sudu. Gde su bili predstavnici Sika, Muslimana i Hindusa koji su bili u sudu. Radžit Sing je takođe intenzivno finansirao obrazovanje, religiju i umetnost različitih religija i jezika.
Sekularizam se najčešće pojavljuje u Doba prosvetiteljstva u Evropi i igra glavnu ulogu u zapadnom društvu. Principi, ali ne nužno prakse, odvajanja religije i države u Sjedinjenim Državama i laicizam u Francuskoj u velikoj meri privlače sekularizam. Sekularne države su postojale i u islamskom svetu tokom srednjeg veku (vidi islam i sekularizam).
Zbog uverenja o odvajanju religije i države, sekularisti uglavnom preferiraju da političari donose odluke sa sekularnim, a ne religijskim razlozima. U ovom pogledu, političke odluke koje se odnose na teme poput abortusa, kontracepcije, embrionalne matične ćelije istraživanja, istopolni brak, i seksualno obrazovanje su u velikoj meri fokusirane na američke sekularističke organizacije kao što je Centar za istraživanje.
Neki hrišćanski fundamentalisti (posebno u Sjedinjenim Američkim Državama) se suprotstavljaju sekularizmu, često tvrdeći da se "radikalna sekularistička" ideologija sve više danas prihvata i oni vide sekularizam kao pretnju "hrišćanskim pravima" i nacionalnoj bezbednosti.
Najznačajnije sile religijskog fundamentalizma u savremenom svetu su hrišćanski fundamentalizam i islamski fundamentalizam. Istovremeno, jedan značajan tok sekularizma dolazi od religijskih manjina koji smatraju politički sekularizam vlade kao integralni za očuvanje jednakih prava svih veroispovesti.

## Sekularno društvo
U studijama o religiji, moderne demokratije su formalno i generalno poznate kao sekularne. Ovo je zbog postojanja slobode veroispovesti (različita religijska uverenja uglavnom nisu podložna pravnim ili socijalnim sankcijama), i nedostatka autoriteta religijskih lidera nad političkim odlukama. Bez obzira na to, mnogi ljudi smatraju religijska uverenja relevantnim delom političkog diskursa u mnogim od ovih zemalja (naročito u SAD-u). U najrazvijenijim zemljama Evrope religijske reference ne zauzimaju značajno mesto u glavnoj politici.
Težnje sekularnog društva mogle su da karakterišu društvo:
1. Odbija da se u celini posveti bilo kakvim natprirodnim pogledima na prirodu univerzuma ili ulogu čovečanstva u njemu.
2. Nije homogeno, nego je pluralističko.
3. Veoma je tolerantna verska raznolikost. Proširuje sferu individualnog donošenja odluka.
4. Dok svako društvo mora imati neke zajedničke ciljeve, što podrazumeva da se mora postići dogovor o metodama rešavanja problema i zajedničkom okviru zakona; u sekularnom društvu to je što manje.
5. Rešavanje problema pristupa se racionalno, kroz ispitivanje činjenica. Iako sekularno društvo ne postavlja nikakav opšti cilj, to pomaže svojim članovima da ostvare svoje zajedničke ciljeve.
6. Društvo je bez zvaničnih slika. Ni ne postoji zajedničko idealno ponašanje sa univerzalnom primenom.

Pozitivni ideali sekularnog društva:
1. Poštovanje prema pojedincima i manjim grupama čiji su deo.
2. Jednakost svih ljudi.
3. Svaka osoba bi trebalo da je slobodna da realizuje svoju posebnu izvrsnost.
4. Prekidanje barijera slojeva i kaste.[18]

Moderna sociologija je od Maksa Vebera često bila preokupirana problemom autoriteta u sekularizovanim društvima i sa sekularizacijom kao sociološkim ili istorijskim procesom. Učenjaci u dvadesetom veku, čiji su radovi doprineli razumevanju ovih pitanja, uključuju Carl L. Becker, Karl Löwith, Hans Blumenberg, M.H. Abrams, Peter L. Berger, Paul Bénichou and D.L. Munby, između ostalog.
Neka društva postaju sekularnija kao rezultat društvenih procesa, a ne kroz akcije posvećenog sekularnog pokreta; ovaj proces je poznat kao sekularizacija.

## Sekularna etika
Publikacija "Engleski sekularizam" Džordža Džejkoba Holioka iz 1896. godine opisuje sekularizam na sledeći način:
Sekularizam je kodeks ponašanja koji se odnosi na ovaj život, zasnovan na čisto ljudskim razmatranjima, i namenjen je uglavnom onima koji teologiju smatraju neodređenom ili neadekvatnom, nepouzdanom ili neverovatnom. Njeni osnovni principi su: (1) Poboljšanje ovog života materijalnim sredstvima. (2) Nauka je dostupna promisao čoveka. (3) Dobro je činiti dobro. Bilo da postoji drugo dobro ili ne, dobro sadašnjeg života je dobro, i dobro je tražiti to dobro.
Holiok je smatrao da sekularizam i sekularna etika ne bi trebalo da uopšte razmatraju religijska pitanja, jer su irelevantna, i stoga su se razlikovali od jakog ateizma. U tome se nije složio sa Charlesom Bradlaughom, a neslaganje je podelilo sekularistički pokret između onih koji su tvrdili da anti-religijski pokreti i aktivizam nisu bili neophodni i poželjni i oni koji su tvrdili da jesu.
Savremena etička rasprava na Zapadu često se opisuje kao "sekularna". Rad dobro poznatih moralnih filozofa kao što su Derek Parfit i Peter Singer, pa čak i celo polje savremene bioetike, opisani su kao izričito sekularni ili nereligiozni.

## Američka interpretacija sekularizma
Utvrđeno je da je koncept sekularizma često pogrešno tumačen. U julu 2012. Žak Berlinerblau, direktor Programa za jevrejsku civilizaciju na Univerzitetu Džordžtaun, napisao je članak pod naslovom "Sekularizam nije ateizam", u kojem kaže da je ,,sekularizam najiskrivljenije shvaćen izam u Američkom političkom rečniku. Komentatori na desnoj i levoj strani rutinski su to izjednačili sa staljinizmom, nacizmom i socijalizmom, među ostalim strašnim izmima. U SAD-u, kasnije se pojavila još jedna lažna jednačina, to je bila neosnovana povezanost sekularizma sa ateizmom. Versko pravo je profitabilno objavilo ovu zabludu 1970 godine.“
Amerika, iako sekularna država, po broju crkava i verskih zajednica pokazuje da se u toj državi poštuje pravo na slobodu veroispovesti. Na svakoj novčanici američkog dolara piše Mi verujemo u Boga, a američki novoizabrani predsednici imaju mogućnost da pre stupanja na dužnost predsednika, polažu zakletvu nad Biblijom. U centralnom holu Kongresa (Kapitol Hil, Vašington), na najvidljivijem mestu, velikim zlatnim slovima je ispisano Mi verujemo u Boga. Isti tekst stoji u najvišem zakonodavnom organu SAD. Kongresni kapelan neke (sve?) sednice Predstavničkog (Donjeg) doma Kongresa započinje molitvom. Tu čast je imao 25. jula 2018. vladika istočnoamerički SPC Irinej, prilikom obeležavanja 100 godina od dana kada je srpska zastava postavljena na Belu kuću. Usred Kongresa postoji i kapela, koja služi za duhovne potrebe verujućih kongresmena, senatora i službenika Kongresa.

## Sekularizam u političkoj filozofiji kasnog 20. veka
Mnoge organizacije (NVO) za sekularizam preferiraju da definišu "sekularizam" kao zajedničku osnovu za sve grupe uverenja, verske ili ateističke, da bi uspele u društvu koje poštuje slobodu govora i savesti. Primer toga je Nacionalno sekularno društvo u Velikoj Britaniji. Ovo je zajedničko shvatanje onoga što sekularizam predstavlja među mnogim aktivistima širom sveta. Međutim, mnogi učenjaci hrišćanstva i konzervativni političari često tumače sekularizam, kao antitezu religije i pokušaj da se izvuče religija iz društva i zameni sa ateizmom ili prazninom vrednosti. Ovaj dvostruki aspekt (kao što je gore navedeno u "Sekularnoj etici") stvara poteškoće u političkom diskursu o ovoj temi. Čini se da je većina političkih teoretičara u filozofiji nakon istorijskog rada Džon Rola (John Rawl) "Teorija pravde" 1971. i njegova sledeća knjiga "Politički liberalizam" (1993) ), više koristi zajednički koncept "preklapajući konsenzus" umesto sekularizma. U drugoj knjizi Rol drži ideju o preklapanju konsenzusa kao jedne od tri glavne ideje klasičnog liberalizma, političkog liberalizma. On tvrdi da se pojam "sekularizam" ne može primeniti. Ali šta je sekularni argument? Neki misle na bilo koji argument koji je refleksivan i kritičan, javno razumljiv i racionalan, kao sekularni argument. Međutim, centralna karakteristika političkog liberalizma je da on gleda na sve takve argumente na isti način kao i na religijske, te stoga te sekularne filozofske doktrine ne pružaju javne razloge. Sekularni koncepti i rezonovanja ove vrste pripadaju metafizici. Etika ne spada u domen političkog. Ipak, Ravlova teorija je slična Holiokovoj viziji tolerantne demokratije koja tretira sve grupe različitog životnog stava. Rolova ideja da je u svačijem interesu da podrži "razumnu ustavnu demokratiju" sa "principima tolerancije". Njegov rad je bio veoma uticajan na naučnike iz političke filozofije i njegov termin, "preklapanje konsenzusa", izgleda da je za mnoge delove među njima zamenio "sekularizam". U udžbenicima o modernoj političkoj filozofiji, kao što je Colin Farelly, "Uvod u savremenu političku teoriju", izraz sekularizma nije čak ni indeksiran, a u prvom se može videti samo u jednoj fusnoti. Međutim, nema nedostatka diskusije i pokrivenosti teme koju uključuje. To se samo naziva preklapanje konsenzusa, pluralizma i multikulturalizma ili se izražava na neki drugi način. U "Oksfordskom priručniku političke teorije", postoji jedno poglavlje pod nazivom "Politički sekularizam", od strane Rajeev Bhargava-a. On obuhvata sekularizam u globalnom kontekstu i počinje sa ovom rečenicom: "Sekularizam je otežana doktrina".

## Organizacije
Grupe kao što su Nacionalno sekularno drustvo (Ujedinjeno kraljevstvo) i kampanju za sekularizam organizacije „Amerikanci ujedinjeni za odvojenost crkve i države“ često podržavaju humanisti. U 2005. godini, Nacionalno sekularno društvo održalo je ceremoniju dodele "Sekularista godine". Prva mesto bila je Maryam Namazie i Centralni savet bivših muslimana koji ima za cilj da prekine tabu koji dolazi sa odricanjem od islama i protivljenje otpadnim zakonima i političkom islamu. 
Škotsko sekularno društvo je aktivno u Škotskoj i trenutno se fokusira na ulogu religije u obrazovanju. Godine 2013. pokrenulo je peticiju u Škotskom parlamentu kako bi se izmenio Obrazovni akt 1980, tako da roditelji mogu napraviti izbor da bi se odlučili za versko obeležje.
Druga sekularistička organizacija je Sekularna koalicija za Ameriku. Sekularna koalicija za Ameriku lobira i zagovara razdvajanje religije i države, kao i prihvatanje i uključivanje sekularnih Amerikanaca u američki život i javnu politiku. Sekularna koalicija za Ameriku povezana sa mnogim sekularnim humanističkim organizacijama, sekularnim humanistima, kao i Sekularnim društvom, te nekim ne-humanistima koji ih takođe podržavaju.
Lokalne organizacije rade na podizanju značaja sekularizma u svojim zajednicama i imaju tendenciju da uključe sekulariste, slobodne mislioce, ateiste, agnostike i humaniste.
Studentske organizacije, kao što je Sekularni savez Toronta, pokušavaju da popularizuju neteizam i sekularizam u kampusu. Sekularna studentska alijansa je obrazovna neprofitna organizacija koja organizuje i pomaže takve školske i sekularne studentske grupe.
U Turskoj, najistaknutija i aktivna sekularistička organizacija je Ataturkistička (Kemalistička) asocijacija mišljenja, koja se pripisuje organizovanju republičkog protesta - demonstracija u četiri najveća grada u Turskoj. 2007. godine, gde su preko 2 miliona ljudi, uglavnom žene, branili svoje stavove i podržavali sekularističke principe koje je uveo Mustafa Kemal Ataturk.
Lestersko sekularno društvo osnovano 1851. godine je svetsko najstarije svetovno društvo.

## Literatura
Sekularna etika
- Berlinerblau, Jackues (2005) "Sekularna Biblija: Zašto nebjelovnici ozbiljno vjerovati religiji"  0-521-61824-Ks неважећи
- Berlinerblau, Jackues. "Kako biti sekularni: poziv na oružje za versku slobodu". 2012.  978-0-547-47334-5.
- Boier, Pascal (2002). Objašnjena religija: Evolucijsko poreklo religijske misli..  978-0-465-00696-0.
- Cliteur, Paul  Sekularni pregled: u odbrani moralnog i političkog sekularizma. . 2010.  978-1-4443-3521-7.
- Dacei, Austin  Sekularna savjest: Zašto vjerovanje pripada javnom životu. . 2008.  978-1-59102-604-4.
- Jacobi, Susan (2004). Freethinkers: A History of American Secularism. Nev Iork: Metropolitan Books. ISBN 978-0-8050-7442-0.
- (obrada objavljena od strane Continuum, 1994:  0-7185-2084-Ks неважећи )
- Roile, Edvard (1980). Manchester: Manchester Universiti Press. ISBN 978-0-7190-0783-5. Недостаје или је празан параметар |title= (помоћ)

Secular societi
 Pogledajte i listu referenci u članku o sekularizaciji 
- Berger, Peter L. "Sveti kanton: elementi sociološke teorije religije". Garden Citi, NI: Doubledai. 1967.  978-0-385-07305-9.
- Chadvick, Oven (1975). The Secularization of the European Mind in the Nineteenth Century. Cambridge Universiti Press. ISBN 978-0-521-39829-9.
- Cok, Harvei  Sekularni grad: sekularizacija i urbanizacija u teološkoj perspektivi . Izdanje iz 1990. 1965.  978-0-02-031155-3.
- Domingo, Rafael (2016). God and the Secular Legal System. Cambridge: Cambridge Universiti Press. ISBN 978-1-316-60127-3.
- Kosmin, Barri A. i Ariela Keisar "Sekularizam i sekularnost: savremene međunarodne perspektive". Institut za proučavanje sekularizma u društvu i kulturi. 2007.  978-0-9794816-0-4.
- Martin, David (1978). A General Theory of Secularization. Oksford: Blackvell. ISBN 978-0-631-18960-2.
- Martin, David (2005). On Secularization: Towards a Revised General Theory. Aldershot: Ashgate. ISBN 978-0-7546-5322-6.
- McLeod, Hugh (2000). Secularisation in Western Europe, 1848-1914. Basingstoke: Macmillan. ISBN 978-0-333-59748-4.
- Vilson, Brian (1969). "Religija u sekularnom društvu". London: Pingvin.
- King, Mike (2007). Secularism: The Hidden Origins of Disbelief. Cambridge: James Clarke & Co. ISBN 978-0-227-17245-2.

Svetovno stanje
- Adıvar, Halide Edip (1928).  Turski oporavak . Klub Centuri.  0-8305-0057-Ks неважећи
- Benson, Iain . "Uzimajući u obzir sekularizam" u Farrovs-u, Douglas (ur.).  Prepoznavanje religije u sekularnom društvu . McGill-Kueens Press. 2004.  978-0-7735-2812-3.
- Berlinerblau, Jackues. "Kako biti sekularni: poziv na oružje za versku slobodu". 2012.  978-0-547-47334-5.
- Cinar, Alev (2006). "Modernost, islam i sekularizam u Turskoj: tela, mesta i vreme". Univerzitet Minnesota Press.  0-8166-4411-Ks неважећи
- Cliteur, Paul  Sekularni pregled: u odbrani moralnog i političkog sekularizma. . 2010.  978-1-4443-3521-7.
- Schmitt, Karl M. (1962). „Catholic Adjustment to the Secular State: The Case of Mexico, 1867-1911”. The Catholic Historical Review. 48 (2): 182—204. JSTOR 25017032.
- Urban, Greg (2008). "Cirkulacija sekularizma". [мртва веза][мртва веза] "Međunarodni časopis o politici, kulturi i društvu", Vol. 21, (1—4), decembar. pp. 17–37.